# Chorosen
Die Chorosen (mongolisch: Цорос/Choros) sind eine der vier Hauptstämme der westmongolischen Oiraten.
Sie lebten ursprünglich südlich des Altaigebirges und zogen ab 1600 in ein Gebiet zwischen Balchaschsee und Ürümqi. Zu ihnen zählen auch die Ööld (mongolisch: Өөлд/Ööld, Olot). Sie werden seit dem 17. Jahrhundert in anderen Sprachen auch als Dsungaren bezeichnet (von Jüün Ghar d. h. „linker Flügel“); daraus leitet sich der Gebietsname Dsungarei im heutigen China ab.

## Persönlichkeiten
- Esen Tayishi, vor 1439 bis 1455